# Міхаліново
Міхаліново (пол. Michalinowo) — село в Польщі, у гміні Вечфня-Косьцельна Млавського повіту Мазовецького воєводства.
Населення — 85 осіб (2011).
У 1975—1998 роках село належало до Цехановського воєводства.

## Демографія
Демографічна структура станом на 31 березня 2011 року:
|          | Загалом | Допрацездатний вік | Працездатний вік | Постпрацездатний вік |
| -------- | ------- | ------------------ | ---------------- | -------------------- |
| Чоловіки | 45      | 11                 | 30               | 4                    |
| Жінки    | 40      | 7                  | 25               | 8                    |
| Разом    | 85      | 18                 | 55               | 12                   |